# Iglesia de la Valenciana
Con este nombre se conoce a la iglesia de San Cayetano, del siglo XVIII, que se encuentra cerca de la entrada a la mina de plata La Valenciana
La iglesia se yergue en la cima de una colina frente a la ciudad, y es una muestra de la inmensa riqueza extraída de la mina de plata durante el periodo colonial. En su época, La Valenciana fue una de las minas con mayor producción de plata del mundo.

## Descripción
La iglesia fue construida por Antonio de Obregón y Alcocer, minero y uno de los dueños de La Valenciana. La construcción comenzó en 1775 y finalizó en 1778, excepto por algunos detalles y una torre del campanario con su reloj del lado derecho, que nunca se llegó a completar.
La iglesia, de planta de cruz latina, se construyó con una piedra rosada denominada "cantera rosa". Su fachada está tallada en estilo barroco mexicano, y las ventanas laterales tienen arcos de estilo neo-mudéjar.
Su interior está muy ornamentado con retablos dorados de 24 quilates en el altar, tallas, un púlpito con incrustaciones de marfil y maderas preciosas, y enormes pinturas del siglo XIX. Entre las figuras que aloja se destacan las de san Nicolás Tolentino (patrón de los mineros), y san Ignacio de Loyola (patrón de Guanajuato).